# Charlbi Dean
Charlbi Dean Kriek (Ciudad del Cabo, 5 de febrero de 1990-Nueva York, 29 de agosto de 2022) fue una actriz y modelo sudafricana.

## Biografía
Dean nació el 5 de febrero de 1990 en Ciudad del Cabo, Sudáfrica. Debutó como modelo a los seis años, en comerciales de televisión y catálogos de moda infantil. A los doce años firmó un contrato con la agencia de modelos Alfa Model Management.
En 2010 debutó como actriz en la película de comedia Spud, dirigida por Donovan Marsh. En 2012 actuó en el cortometraje Illusive Fields. Volvió a interpretar el papel de Amanda en Spud 2: The Madness Continues en 2013. En 2018 actuó en la película Una entrevista con Dios. Finalizó la década con apariciones en producciones para cine y televisión como Elementary, Pacific Standard Time, Una entrevista con Dios y la serie Black Lightning. En 2021 interpretó el papel de Yaya en la película Triangle of Sadness, dirigida por Ruben Östlund.

### Fallecimiento
Dean falleció repentinamente en Nueva York el 29 de agosto de 2022, a la edad de 32 años, antes del estreno de Triangle of Sadness, a causa de lo que se describió como una enfermedad repentina. Después se conoció que su muerte fue debida a una sepsis causada por la bacteria capnocitófaga y que la ausencia de su bazo, que había sido extirpado a causa de un accidente automovilístico en 2009, ocasionó su muerte. Peter Bradshaw, de The Guardian, escribió al respecto: «Charlbi Dean era una verdadera estrella en ciernes. Su pérdida es enorme».

## Filmografía
| Año  | Título                        | Rol                        | Tipo                | Ref(s). |
| ---- | ----------------------------- | -------------------------- | ------------------- | ------- |
| 2010 | Spud                          | Amanda                     | Película            |         |
| 2012 | Illusive Fields               | Nadia                      | Cortometraje        |         |
| 2013 | Death Race: Inferno           | Calimity J                 | Video               |         |
| 2013 | Spud 2: The Madness Continues | Amanda                     | Película            |         |
| 2016 | Blood in the Water            | Pheebee                    | Película            |         |
| 2017 | Elementary                    |                            | Serie de televisión |         |
| 2017 | Don't Sleep                   | Shawn Edmon                | Película            |         |
| 2018 | An Interview with God         | Grace                      | Película            |         |
| 2018 | Black Lightning               | Syonide                    | Serie de televisión |         |
| 2018 | Porthole                      | Jennifer - Kassidy Kubrick | Película            |         |
| 2022 | Triangle of Sadness           | Yaya                       | Película            |         |